# Distretto di Mariscal Castilla (Amazonas)
Il distretto di Mariscal Castilla è un distretto del Perù nella provincia di Chachapoyas (regione di Amazonas) con 1.132 abitanti al censimento 2007 dei quali 545 urbani e 587 rurali.
È stato istituito il 6 settembre 1904.